# Ōnakatomi no Yoritomo
Ōnakatomi no Yoritomo (大中臣頼基?) (886 - 958) fue un poeta waka y noble japonés de mediados del período Heian. Fue designado miembro de los Treinta y seis poetas inmortales.

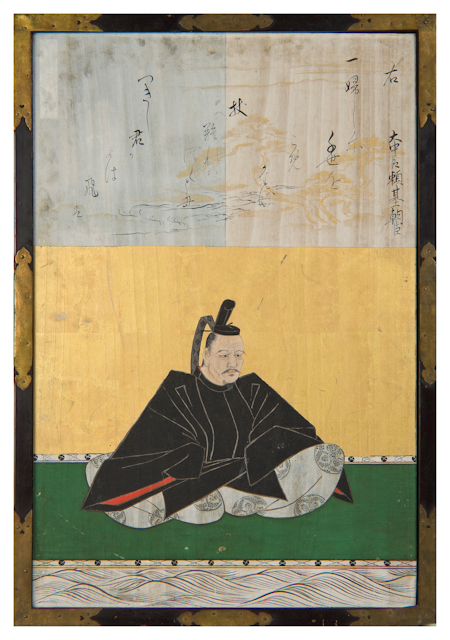
Ōnakatomi no Yoritomo

Los poemas de Ōnakatomi no Yoritomo se encuentran en varias antologías poéticas oficiales, incluyendo el Shūi Wakashū. Se preserva una colección personal conocida como Yoritomoshū (頼基集?).